# Calle de la Puebla

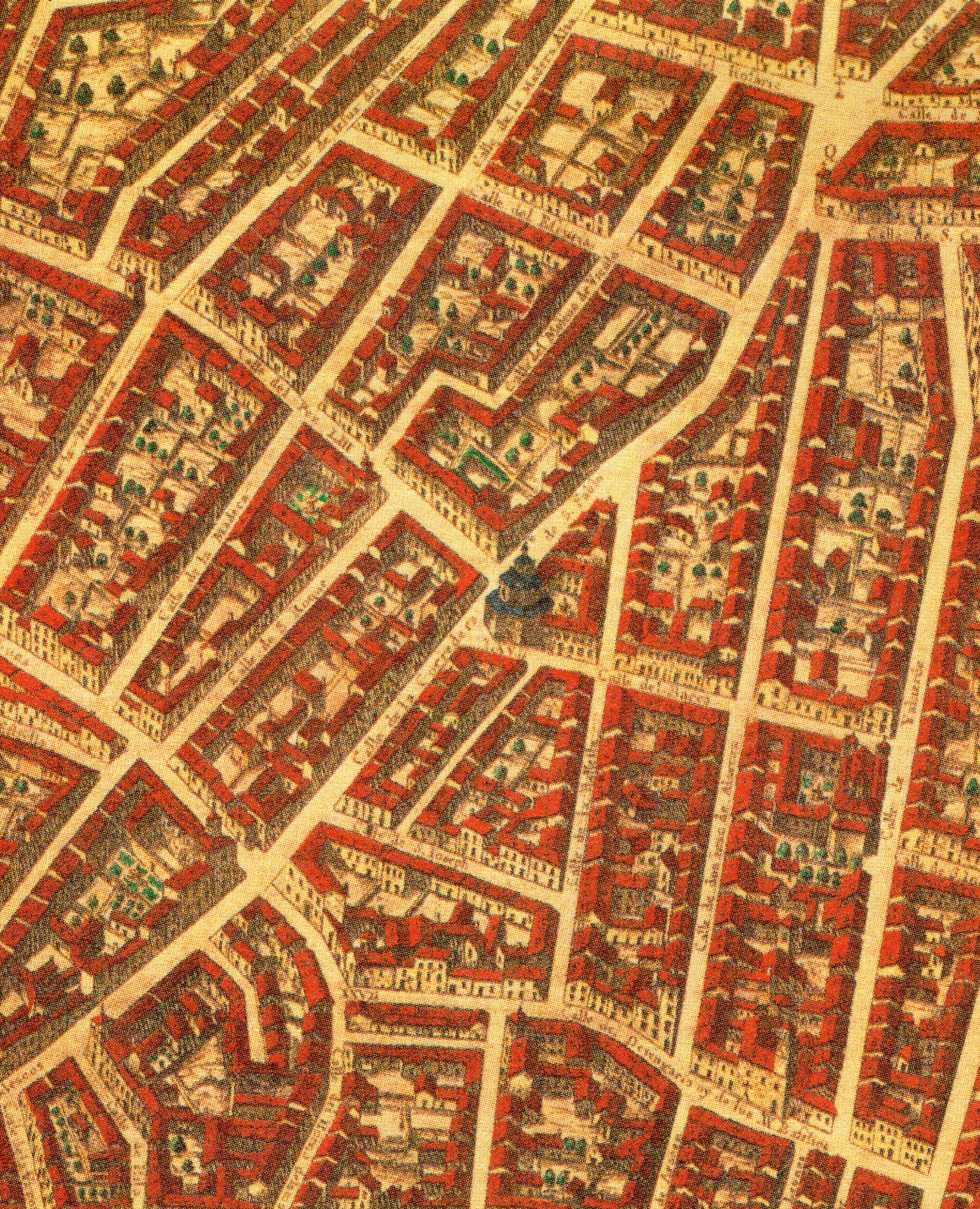
En el plano de Texeira (1656), aparece aún como calle del Barco (en el centro de la imagen, junto al dibujo de la iglesia del antiguo Hospital de los Portugueses, en la esquina con la Corredera Baja).

La calle de la Puebla es una pequeña vía del distrito Centro de Madrid (España), situada entre la calle de Valverde y la corredera Baja de San Pablo. Aunque en el siglo xvii llevó el nombre de calle del Barco, posteriormente recuperó el topónimo de puebla, como así se llamó al poblado creado por Juan de la Victoria de Bracamonte en la primera mitad del siglo xvi, en el arrabal madrileño del camino del pueblo de Fuencarral.

## Historia
El cronista Mesonero Romanos, inicia su descripción del primitivo distrito de «Porta-Coeli» y Maravillas explicando que 

Dicho distrito está dividido por mitad en toda su extensión desde esta plaza por las calles de Tudescos y Corredera alta y baja de San Pablo hasta su término en la puerta de Bilbao; y una y otra mitad, o sea el distrito entero, no tiene más antigüedad que la de mediados del siglo XVI. -La parte de la derecha, comprendida entre las calles de Fuencarral y las Correderas, fue formada, según noticias fidedignas, en dicha época, a consecuencia de la venta hecha por D. Juan de Victoria Bracamonte, en 7 de Noviembre de 1542, de unas tierras que tenía en el arrabal de Madrid, fronteras al camino de Fuencarral, cediéndolas a censo por diez ducados perpetuos de oro al año, y reservándose un pedazo para labrar casa
para él, como lo hizo en la calle que tomó su nombre de la Puebla Vieja de Juan de Victoria. Posteriormente, un hijo suyo del mismo nombre, en 17 de Agosto de 1597, concedió su licencia para dividir dicha tierra en noventa y cinco solares, con el censo anual de dos reales y una gallina, y con la condición de que habían de edificar en ellos casas bajo la traza que diere el alarife Francisco Lozano, cuyo censo viene pesando todavía sobre la mayor parte de las casas de dicha procedencia. Estos solares fueron en gran parte los que vinieron a formar las calles del Desengaño, Valverde, Barco, Olivo, Jacometrezo, Horno de la Mata y Corredera baja de San Pablo, hasta la de San Joaquín. En 1589 consta que de estos noventa y cinco solares poseía una parte el escribano Diego de Henao, y que fue uno de los que con los Victorias emprendieron esta puebla y construcción, habiendo edificado la tercera, cuarta y quinta casa de la Corredera de San Pablo, con accesorias a una callejuela, que recibió, por esta razón, su apellido, y hoy por corrupción se llama calle del Nao.
El antiguo Madrid. Paseos histórico-anecdóticos por las calles y casas de esta villa (1861)

La puesta en escena de Mesonero puede completarse anotando que la que, desde mediados del siglo xix, se rotula como calle de la Puebla vieja, nombre con el que figura en el plano de Espinosa, tuvo antes otros nombres. Como el que aparece en el plano de Texeira de 1656, de calle del Barco, quizá por tener en este lugar su casa «un tal Gregorio Barco», si bien, como ha explicado Mesonero, los terrenos de lo que fuera un erial más allá de la Cerca pertenecieron a Juan de la Victoria, por lo que durante mucho tiempo esta puebla, ya convertida en barrio, se llamó de don Juan de la Victoria de Bracamonte, y esta calle en concreto, Puebla de don Juan de Alarcón, por el convento de mercedarias fundado por dicho sacerdote en 1609, por encargo y con los dineros de la dama burgalesa María de Miranda. 

### Edificios

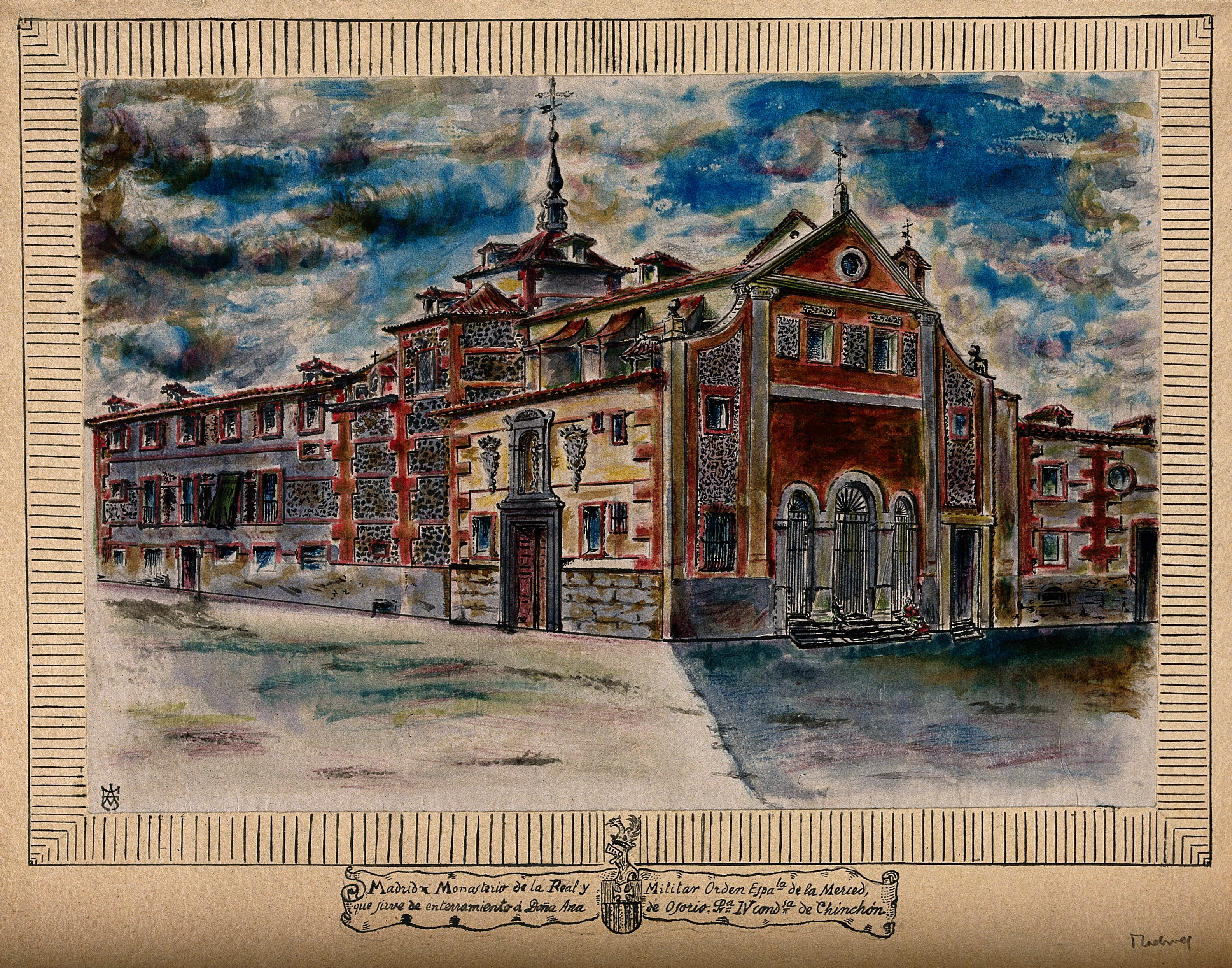
Representación a la acuarela del convento de don Juan de Alarcón.

Dos interesantes edificios, ambos religiosos, dan fachadas a esta calle, uno al principio y otro al final. Esquina a Valverde, el ya referido convento de las mercedarias descalzas de la Concepción, cuya iglesia, posterior a la fundación, data de 1656. A ella fue trasladado ‘el cuerpo’ de la beata madrileña Mariana de Jesús hija de un peletero al servicio del rey Felipe II de España, fallecida en 1624 a los 59 años.
Mayor valor se le concede, por el tesoro artístico que conserva, al que fuera edificio original de la "Hermandad del Refugio", creado para los súbditos portugueses por Felipe III, cuando el reino de Portugal formaba parte del imperio español. Perdido Portugal, la reina Mariana de Austria, cambió su nombre y cometido dedicándolo a atender a los peregrinos alemanes, por lo que pasó a conocerse como San Antonio de los Alemanes, del que se conserva su templo barroco. Destacan los frescos de la bóveda y paredes obra de Juan Carreño de Miranda y «Lucas Jordán» con detalles arquitectónicos de Francisco Rizi.

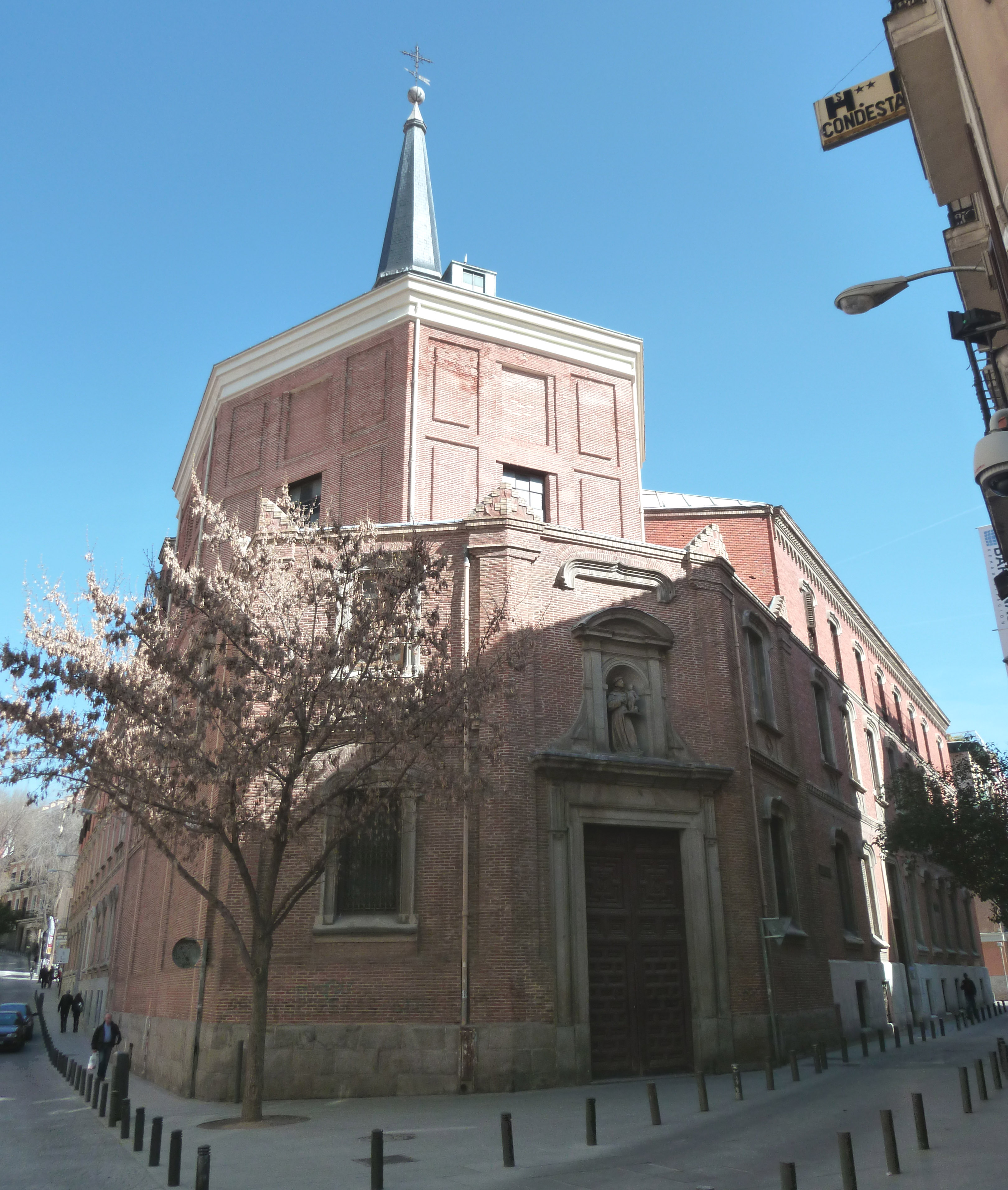
San Antonio de los Alemanes, haciendo chaflán entre la Puebla (a la derecha) y la corredera Baja (al frente).

Mesonero, en su obra citada, lo describe con este párrafo: 

...la hermandad del Refugio (a quien se concedió en 1701 el patronato y administración de esta Real casa e iglesia) tiene a su cargo, no sólo el sostenimiento de este piadoso hospital, uno de los más importantes establecimientos de beneficencia con que cuenta Madrid, sino también el colegio de las niñas huérfanas propio de su instituto, y el suntuoso culto en la iglesia de San Antonio de Padua, que es uno de los templos más lindos y decorados, y está soberbiamente pintado alfresco por Lucas Jordan, Rizzi y Carreño, y enriquecido con bellos retablos, cuadros y
esculturas.
Mesonero Romanos (1861)

### Antiguos establecimientos y vecinos
En el primer tercio del siglo xx, haciendo esquina con la Corredera Baja, estuvo frente al "Refugio", el Café de la Concepción, escenario de una época usado por Jacinto Benavente en La losa de los sueños. Otro establecimiento desaparecido fue la pastelería que hubo esquina a la calle del Barco, famosa por sus “pasteles de arroz”. En el siglo se conoció popularmente como la "calle de las lámparas", por la convergencia en ella de comercios de iluminación; en el inicio del siglo xxi se instaló en el número 9 el Colectivo de Lesbianas, Gays, Transexuales y Bisexuales de Madrid (COGAM).
Los cronistas Peñasco y Cambronero dan el dato de que en esta callecita vivió uno de los más activos militares de la Revolución de 1868, el general Izquierdo que falleció en su casa del número 6, el 9 de diciembre de 1883; y que como anota Pedro de Répide dio su nombre, durante el Sexenio de 1868 a 1874, a la calle del Príncipe. También cuenta Répide que en el número 4 vivió el historiador Modesto Lafuente, que continúa conservando su calle en Madrid. Otro vecino temporal fue Ramón Gómez de la Serna, quien según su propio relato creó en este lugar sus personales Greguerías un día de bochorno madrileño «...La cosa sucedió en el piso primero derecha de la casa número 11 de la calle de la Puebla, en la villa y corte de Madrid. Era un día aplastado por una tormenta de verano. Tenía hinchada la frente. Me asomaba al balcón y volvía a meterme dentro y a sentarme.».